# لعلالشة أولاد ميمون (الكرعاني)
لعلالشة أولاد ميمون هي إحدى مشيخات المملكة المغربية، تتبع جغرافيا لإقليم آسفي وإداريًا لالكرعاني. يقدر عدد سكانها بـ 6646 نسمة حسب الإحصاء الرسمي للسكان والسكنى لسنة 2004.